# Butnărești, Neamț
Butnărești este un sat în comuna Secuieni din județul Neamț, Moldova, România.
Satul Butnărești, parte a comunei Secuieni din județul Neamț, are o istorie bogată și captivantă, completată de personalități marcante și evenimente istorice semnificative.
Iată o prezentare extinsă:
● Personalități marcante
De-a lungul timpului, județul Neamț a fost locul de naștere al unor personalități remarcabile, iar influența acestora s-a extins și asupra satului Butnărești. 
Printre acestea se numără:
Nicolae Varnav, membru al familiei boierești Varnav, care a avut un rol important în evenimentele premergătoare Revoluției de la 1848. Familia Varnav a contribuit la dezvoltarea economică și culturală a zonei, iar Nicolae Varnav a fost un susținător al reformelor sociale.
Ion Porcu, slujitor credincios al lui Petru Voievod, care a primit în dar mai multe sate, inclusiv Secuieni, în anul 1448. Acesta a fost un personaj important în administrația domnească a Moldovei.
● Evenimente istorice
Satul Butnărești și comuna Secuieni au fost martore ale unor momente istorice semnificative:
- Actul de danie din 1448: 
Petru Voievod a oferit mai multe sate, inclusiv Secuieni, lui Ion Porcu, marcând astfel o etapă importantă în organizarea administrativă a zonei.
- Revoluția de la 1848: 
Membrii familiei Varnav au fost implicați activ în evenimentele premergătoare revoluției, susținând ideile de unitate națională și reforme sociale.
- Descoperirile arheologice din 1966: Săpăturile efectuate în Secuieni au scos la iveală o necropolă datând din secolele V-VI e.n., confirmând existența unei populații stabile în zonă încă din perioada antică.
●Detalii suplimentare
- Biserica „Cuvioasa Parascheva”: 
Construită în anul 1762 de familia Varnav, această biserică este un monument istoric important, care reflectă tradițiile religioase și arhitecturale ale vremii.
- Tradiții locale: 
Locuitorii din Butnărești au păstrat obiceiuri precum sărbătorile religioase, festivalurile locale și meșteșugurile tradiționale, care contribuie la identitatea culturală a comunității.